# 엘리트들
《엘리트들》(스페인어: Élite)은 스페인의 스릴러, 십대 드라마이다.

## 에피소드
| 시즌 | 편수 | 공개일          |
| ---- | ---- | --------------- |
| 1    | 8    | 2018년 10월 5일 |
| 2    | 8    | 2019년 9월 6일  |
| 3    | 8    | 2020년 3월 13일 |